# Ihrlerstein
Ihrlerstein este o comună din landul Bavaria, Germania.
Se află la o altitudine de 482 m deasupra nivelului mării. Are o suprafață de 23,1 km² și 23,04 km². Populația este de 4.215 locuitori, determinată în 30 septembrie 2019, prin actualizare statistică[*].